# 义勇军进行曲
《义勇军进行曲》是1935年5月在中國上海上映的華語電影《风云儿女》的主題歌。此歌先有歌詞再配以樂曲，田汉作詞、聂耳譜上人声主旋律、阿隆·阿甫夏洛穆夫編寫管弦乐總譜。
此曲在中國抗日戰爭時期已經是軍歌，國民革命軍第200師師長戴安澜定其為該師軍歌，該師在1942年远征緬甸也有奏唱。1949年9月27日定為中华人民共和国暫定國歌。1968年文化大革命時作詞者田汉被批斗至死，国歌歌詞随即被弃用而改為只奏純音樂。1978年，文化大革命期間集體填詞的《义勇军进行曲》被正式通過為中华人民共和国國歌。1982年撤銷1978年的新詞，恢復田汉作詞版。2004年3月14日，第十届全国人民代表大会第二次会议通过宪法修正案，正式将《义勇军进行曲》作为国歌写入宪法。
根据2015年8月26日国家新闻出版广电总局发布的“我最喜爱的十大抗战歌曲”网络投票结果，《义勇军进行曲》被选入“我最喜爱的十大抗战歌曲”名单，排名第一。

## 历史

### 創作過程

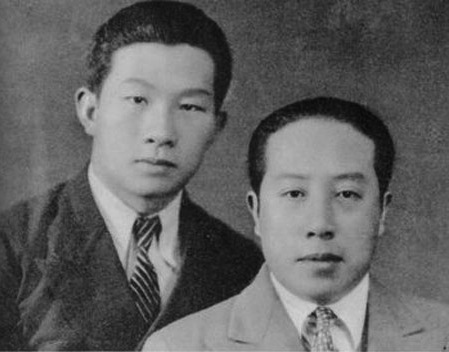
聂耳（左）、田漢（右），1933年攝於上海市

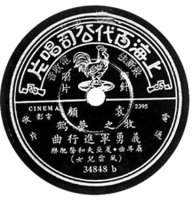
1935年由百代唱片出版的《义勇军进行曲》唱片

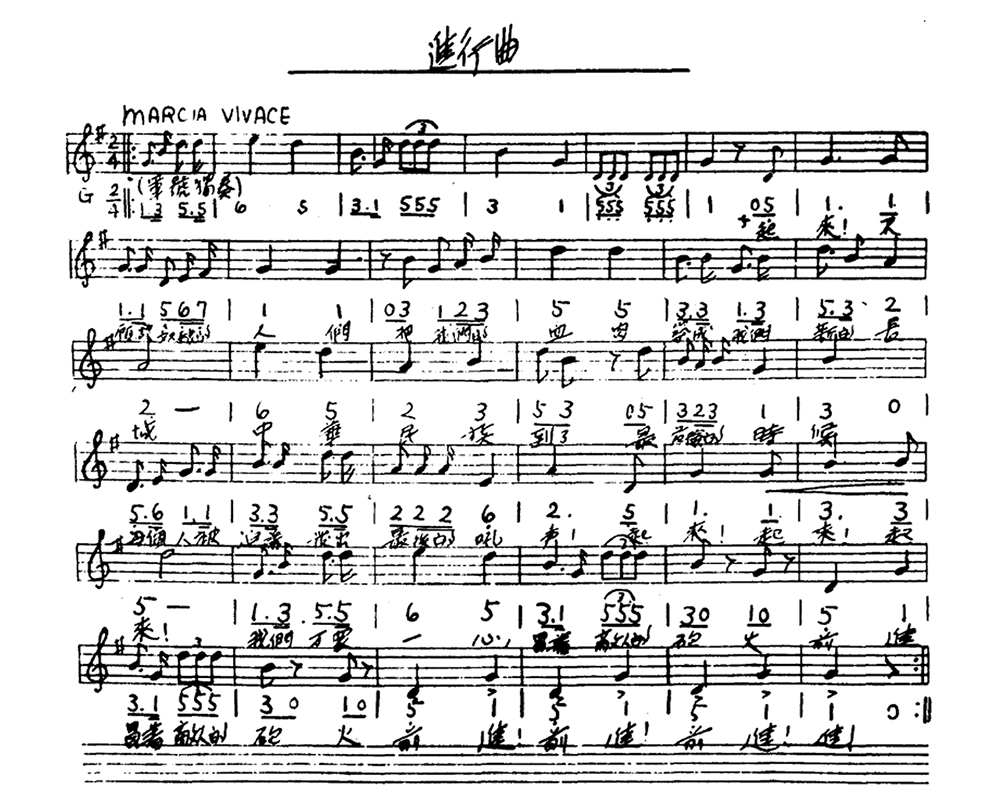
聂耳手写的《义勇军进行曲》谱子

1934年秋，田汉寫了電影剧本《凤凰的再生》，在1934年至1935年之交寫了主題曲歌詞，當時尚未取名，便遭國民政府逮捕入獄。1935年2月，电通影片公司把電影剧本改名《风云儿女》。1935年5月9日，唱片由百代公司灌錄發行，袁牧之、顾梦鹤及電通影片公司演唱队首唱。
最初只是說此曲是影片中男主角詩人宗白華（袁牧之飾演）寫作的《萬里長城》詩的一節。現存的聶耳此歌的手稿影印譜上，歌名也只是《進行曲》。5月9日錄制的唱片歌名已經是《義勇軍進行曲》。
而最初命名為《反滿抗日義勇軍進行曲》的說法亦不見於2010年前的任何文獻記載。
田漢所寫的歌词是否有更早的雛型，並無定論。2002年，遼寧省党委黨史部門在採風時，一名老人誦出的《血盟救国军军歌》歌詞與《义勇军进行曲》頗為相似，不過老人所誦的曲調則近似於東北民歌《苏武牧羊歌》和《大帅练兵歌》，而血盟救国军是1931年10月在遼東清原縣創建。
尽管现行版（原版）曲谱中标注的词作者只有田汉一人，实际上，孙师毅、聂耳也参与了作词。孙师毅把田汉原诗的“冒着敌人的飞机大炮”改为“冒着敌人的炮火”，去掉了原作的语病，并更加简洁和富有象征性；聂耳将“冒着敌人的炮火，前进！”重复一次，并新增“前进！前进！进！”作为结尾，强调了呼号感，使得这篇歌词更符合汉语歌曲对腔词关系的要求。

### 被選為國歌經過
中国抗日战争期间，此歌曲已经闻名于世。1937年9月，吴晓邦参加上海救亡演剧队，在京沪线上演出，他根据《义勇军进行曲》编演了第一齣抗战舞蹈。國民革命軍第200師师长戴安澜定其为该师军歌，該師在1942年远征緬甸也有奏唱。在一些记录中，此曲甚至一度被作为升旗曲取代国歌使用。1947年2月8日中華民國南京国民政府行政院禁止广播及灌制該曲。據叶剑英憶述，在二战時有不少反法西斯同盟國的電台將此曲視作中國國歌播放，甚至不知道當時中华民国国统区所使用的国歌（「三民主义 吾党所宗」版本）。
1949年7月4日，在中南海勤政殿第一会议室主持召开了新政治协商会议筹备会第六小组第一次会议，叶剑英推选郭沫若、田汉、茅盾、钱三强、欧阳予倩等5人组成国歌词谱初选委员会，郭沫若为召集人。8月5日，第六小组第二次会议决定，聘请四位音乐专业人士马思聪、贺绿汀、吕骥、姚锦为国歌词谱初选委员会顾问。由郭沫若等人起草的《征求国旗国徽图案及国歌词谱启事》经毛泽东、周恩来修改审批，分别在《人民日报》、《天津日报》、《光明日报》等各大报纸连续刊登8天。同时中国内地、香港和海外华侨报纸也纷纷转载。
截止到8月24日，筹备会收到有关国歌稿件350多篇。同日，第六小组第三次会议在北京饭店举行，对应徵的国歌歌词进行分析，认为应选者很少。9月14日，第六小组第四次会议上，马寅初提出国歌在正式大会赶不出来。9月17日，新政协筹备会第二次全体会议召开，同意担任此项工作的第六小组直接向政协第一届全体会议主席团提出工作情况报告。9月21日，第六小组共收到应征国歌632件，歌词694首。当天，中国人民政治协商会议第一届全体会议在北平召开，55人组成的国旗、国徽、国歌、国都、纪年方案审查委员会成立，马叙伦为召集人。
9月25日在中南海丰泽园，毛泽东、周恩来召开国旗、国徽、国歌、纪年、国都协商座谈会，郭沫若、茅盾、黄炎培、陈嘉庚、张奚若、马叙伦、田汉、徐悲鸿、李立三、洪深、艾青、马寅初、梁思成、马思聪、吕骥、贺绿汀等18人出席。马叙伦等建议用《义勇军进行曲》暂代国歌，徐悲鸿、郭沫若等许多委员表示支持。有的委员认为歌词里“中华民族到了最危险的时候”不妥，郭沫若、田汉等建议歌词修改一下，郭沫若并拟就了3段；但张奚若、梁思成反对，以法国的《马赛曲》为例，他们认为这首歌曲是历史性的产物，为保持其完整性，不应修改词曲。黄炎培也不赞成修改。周恩来建议就用原来的歌词，因为“这样才能鼓动情感。修改后，唱起来就不会有那种情感。”最后经过毛泽东拍板，与会委员一致赞同用《义勇军进行曲》代国歌。随后，毛泽东、周恩来和与会者一起合唱《义勇军进行曲》，座谈会结束。9月27日，中国人民政治协商会议第一届全体会议正式通过《关于中华人民共和国国都、纪年、国歌、国旗的决议》：“在中华人民共和国的国歌未正式制定前，以《义勇军进行曲》为国歌。”1953年定稿的管弦乐总谱出自李焕之。
1949年11月15日，《人民日报》发表了关于国旗、国歌和年号“新华社答读者问”：“《义勇军进行曲》是十余年来在中国广大人民的斗争中最流行的歌曲，已经具有历史意义。采用《义勇军进行曲》为中华人民共和国现时的国歌而不加修改，是为了唤起人民回想祖国创造过程中的艰难忧患，鼓舞人民发扬反抗帝国主义侵略的爱国热情，把革命进行到底。这与苏联人民曾长期以《国际歌》为国歌，法国人民今天仍以《马赛曲》为国歌的作用是一样的。”

### 文化大革命時取消歌詞
《义勇军进行曲》作为国歌唱了17年。在1966年开始的「文化大革命」中，田汉被打成「右派」，于1968年含冤去世。其作品亦被认为有「政治问题」。特别是1970年全国大规模地批判田汉、周扬、夏衍、阳翰笙“四条汉子”，作为“四条汉子”之一的田汉在1975年被以“组织”的名义宣布为“叛徒”，并被“永远开除党籍”。因而从田汉开始被批判之后，他作词的歌曲不能再唱了，正式场合只能演奏《义勇军进行曲》，不能唱出来；群众集会时也只是高唱《东方红》和《大海航行靠舵手》等。
因为田汉的歌词不能再唱了，当时社会上掀起了一股全民参与修改国歌歌词的热潮。

### 文革以後

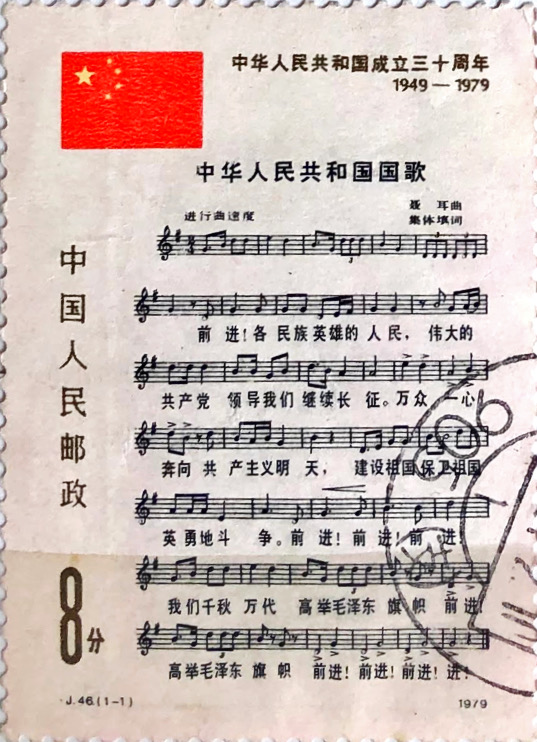
中国人民邮政1979年发行的中华人民共和国成立30周年纪念邮票

“文化大革命”结束以后，当时中共中央认为，在党主席兼总理华国锋的领导下，已进入了新的历史时期，《义勇军进行曲》的歌词已不能反映变化了的现实。1977年，全国人大成立了“中华人民共和国国歌征集小组”，并收到了上千件征稿。最后确定由李焕之配的词提交大会代表讨论修改。1978年3月5日第五届全国人民代表大会第一次会议通过了新歌詞，這首集体填词的國歌又名《继续革命的战歌》：“前進，各民族英雄的人民！／偉大的共產黨，領導我們繼續長征！／万众一心奔向共产主义明天！／建设祖国，保卫祖国，英勇地斗争！／前进，前进，前进！／我们千秋万代高举毛泽东旗帜，前进！／高举毛泽东旗帜，前进，前进，前进，进！”考虑到国歌不同于一般歌曲，为保持国歌的稳定性，只写“聂耳曲、集体填词”，一律不署编配者的姓名。
中国人民邮政1979年发行的中华人民共和国成立30周年纪念邮票，编号J.46(1-1)，面额人民币8分，就有集体填词的《中华人民共和国国歌》和歌谱。
中国共产党十一届三中全会以后，1979年，原中央专案组对田汉的“结论”被推翻。田汉得到昭雪平反，1979年4月25日在北京八宝山革命公墓为他开了一个迟到的追悼会。1982年12月4日，第五届全国人民代表大会第五次会议通过关于中华人民共和国国歌的决议，撤销1978年3月全国人民代表大会通过的歌词，恢复田汉作词、聂耳作曲的《义勇军进行曲》为中华人民共和国国歌。

### 現行版
2004年3月14日，第十届全国人民代表大会第二次会议通过宪法修正案，正式将《义勇军进行曲》作为国歌写入宪法。2017年10月1日开始施行的《中华人民共和国国歌法》发布了国歌标准版本的简谱与五线谱，人民音乐出版社在《国歌法》生效前亦与中国人民解放军军乐团合作推出了国歌管乐版录音，该版本2024年9月前为中国政府网所刊载的标准版。人民音乐出版社于2019年出版了国歌的钢琴伴奏谱、军乐总谱和管弦乐总谱。2024年9月1日，国歌演奏版本标准曲谱发布，与2019年出版的版本相比略有改动。
2005年5月26日，中华人民共和国国家版权局答复中国音乐著作权协会表示，从文艺创作角度而言，国歌与其他文学艺术作品并无本质差别，应当同等地受到《中华人民共和国著作权法》保护。
2021年3月1日，国家语言文字工作委员会语言文字规范《〈中华人民共和国国歌〉国家通用手语方案》（GF0024-2020）实施，手语版《义勇军进行曲》正式发布。
2024年9月1日，国歌标准演奏曲谱和国歌官方录音版本发布。

## 歌词
起来！
不愿做奴隶的人们！
把我们的血肉，
筑成我们新的长城！
中华民族到了最危险的时候，
每个人被迫着发出最后的吼声。
起来！
起来！
起来！
我们万众一心，
冒着敌人的炮火 前进！
冒着敌人的炮火 前进！
前进！
前进！
进！

## 作为国歌的使用情况
举行升旗仪式时，国歌为必奏歌曲，另外，每逢国庆节的国庆盛典，外交场合和中国代表队在国际性体育赛事夺得金牌时，也要奏国歌（见下文“其他法规”）。中华人民共和国境内各少数民族自治地区在官方活动场合演唱本曲，习惯上都使用普通话。不过，《国歌法》并未规定演唱国歌时必须使用哪一种语言，理论上该曲的少数民族语言版本与普通话版本是可以并行使用的。
另外，1965年创作的管弦乐曲《红旗颂》也融入了《义勇军进行曲》的音乐元素。
至于手语版本，则以2021年3月1日起实施的《〈中华人民共和国国歌〉国家通用手语方案》执行。2021年3月4日，在中国人民政治协商会议第十三届全国委员会第四次会议开幕会上，中国残疾人艺术团团长邰丽华与手语翻译用手语演唱国歌。
中国中央电视台（CCTV-4、CCTV-5+、数字付费频道及CGTN各频道除外）每天早晨都会播放国歌（2004年9月1日之前，CCTV-1每天晚间在《新闻联播》之前播放国歌）。从2017年10月1日《国歌法》施行起，央视开始播放新的国歌MV。在2021年1月新修改的《国旗法》和《国徽法》施行后，央视也同时发布了新的国歌MV。
此外，中央人民广播电台和中国国际广播电台的广播开始曲同样采用了该曲（中国之声/经济之声/音乐之声/香港之声也会播放基于该曲前六小节的编钟版，中国之声在星期二早上4:28播放完整版（2007年12月24日中国之声开始24小时播音前在3:58播放，大湾区之声每天清晨4:58播放完整版），一些地方的广播电台使用其作为广播开始曲，根据国家新闻出版广电总局发布的《关于学习宣传贯彻〈中华人民共和国国歌法〉的通知》，自2017年10月1日《国歌法》施行之日起，中央人民广播电台、中央电视台，中国教育电视台，省、自治区、直辖市的广播电台、电视台，新疆生产建设兵团广播电视台，应当于国庆节、国际劳动节等重要的国家法定节日、纪念日的北京时间上午10点整，在其主频率、主频道播放国歌。自2019年5月1日至12月31日，为配合庆祝中华人民共和国成立70周年而开展的「我和我的祖国」群众性主题宣传教育活动，各级广播电台、电视台应当于每天的北京时间上午7点，在其主频率、主频道整点播放国歌（新疆的广播电台和电视台为9:00）。其间，上述于重要纪念日上午10点整播放国歌的条款则被暂时冻结。2020年1月1日起，上述要求不再作为强制性规定，但央视、央广和绝大多数地方台至今仍为每天的北京时间上午7点播放国歌（如应当播放国歌的广播频道转播《新闻和报纸摘要》加长播出时间，则顺延播放）。新疆广播电视台、兵团广播电视台和新疆各地方广播电台、电视台为每天的北京时间上午9:00播放国歌（其中新疆卫视目前播放国歌的时间为每天的北京时间上午7:59（即8:00《新疆新闻联播》重播播出前））。
在电视、广播播出方面，截至2023年2月，中央广播电视总台央视、央广、国广各频道频率播出的国歌片带已更换为2021年版，而地方台播出的国歌片带则处于2018年版与2021年版并存的状态。

### 香港特别行政区
自從1997年7月1日香港主權移交起，香港特別行政區即使用中華人民共和國國歌《義勇軍進行曲》，國歌適用於升旗儀式、中國香港代表隊在中外國際賽事得獎升旗禮時、紀念二次世界大戰捐軀者活動或其他場合，如國際會議、太陽計劃同根同心慶回歸大匯演和特區政府就職典禮、各大學畢業典禮等。2004年10月1日起，香港各大电视台每天傍晚新聞前必須播放《心系家国》政府廣告，其中有整段國歌。
2017年11月4日，第十二屆全國人大常委會第三十次會議通過把《國歌法》納入香港基本法附件三，將由當地立法引入香港成為香港法律一部分。2020年6月，經立法會三讀後時任行政長官林鄭月娥簽署《國歌條例》，6月12日刊憲生效。
2020年11月16日起，香港电台各电台频道统一在早晨播放国歌，香港商业电台、新城电台也採取相同措施。香港各電視台停播《心繫家國》，改为播出新一輯國歌宣傳片《心连心》。改動後伴奏带使用由人民音乐出版社出版的2017年合唱版伴奏带。
2022年12月12日，保安局局長鄧炳強表示，特區政府早前向Google提出，要求將香港正確的國歌即《義勇軍進行曲》置頂，但被拒絕，Google方面指搜尋結果是基於演算法推算，因此公司不能決定。

### 澳门特别行政区
自從1999年12月20日澳門政權移交起，《義勇軍進行曲》在澳門特別行政區作為國歌的使用及保護以第5/1999號法律（Lei de Macau 5 de 1999）訂定。該法律第七條規定國歌應依照本法附件四的正式總樂譜的準確規定進行演奏，並且不得修改國歌的歌詞。依據第九條，演奏國歌時蓄意不依歌譜或更改歌詞，構成對國家象徵的不尊重。第九條也規定，以言詞、動作或散佈文書、又或以其他與公眾通訊的工具，公然侮辱國家象徵，又或對之不尊重者，處最高3年徒刑，或最高360日罰金。雖然中文及葡萄牙文都是澳門正式語文，但附件四的正式總樂譜僅有中文歌詞，沒有葡萄牙文翻譯。另外澳广视各频道亦会在部分时段播放国歌，现时使用的伴奏带为人民音乐出版社出版的2017年合唱版伴奏带。2017年11月4日，第十二屆全國人大常委會第三十次會議通過把《國歌法》納入澳門基本法附件三，引入澳門成為澳門法律一部分。

## 非作为国歌的使用情况

### 中国国内
在2015年9月3日的纪念中国人民抗日战争暨世界反法西斯战争胜利70周年文艺晚会上，《黄河大合唱》与《义勇军进行曲》进行了共同演绎，并由知名钢琴家郎朗进行钢琴演奏。

### 中国国外
1939年，英属香港上映的鬼片《钟馗捉鬼》中，主人公在捉鬼途中唱起《义勇军进行曲》，然后继续捉鬼。
抗日战争期间，美国歌手保罗·罗伯逊在纽约听到《义勇军进行曲》后，非常喜爱，不仅用英语四处演唱，还在莫斯科举行的纪念普希金诞辰150周年大会上用汉语演唱，并用汉语灌制了唱片，取名《起来！》（Chee Lai）。可參照保罗·罗伯逊演唱的英文版本。
另外，斯洛文尼亚的乐队亦演奏电子版，用英语和汉语演唱；英国歌手戴蒙·亚邦参与了中文小说《西游记》所改编舞台剧的作曲，便使用了该曲的曲调。
第二次世界大战将要结束时，美国国务院曾提出在反法西斯战争胜利之日演奏的各战胜国音乐时，选定《义勇军进行曲》作为代表中國的音乐。
第二次世界大战中，法蘭克·卡普拉拍摄的战争纪录片：《我们为何而战》系列（Why We Fight）中国篇——《中国之抗战》（The Battle of China）的片头曲就是《义勇军进行曲》。
而在米高梅公司出品的黑白抗日主旋律电影《龙种》中，出现了《义勇军进行曲》的旋律。

## 相关法规
《中华人民共和国宪法》第136条（2018年修改后为第141条）规定：“中华人民共和国国歌是《义勇军进行曲》。”為規範國歌的奏唱，中共中央宣傳部1984年8月1日下發了《關於中華人民共和國國歌奏唱的暫行辦法》，2014年12月12日中共中央辦公廳、國務院辦公廳印發了《關於規範國歌奏唱禮儀的實施意見》。《实施意见》规定：
一、国歌奏唱场合
1. 国歌可以在下列场合奏唱。重要的庆典活动或者政治性公众集会开始时，正式的外交场合或者重大的国际性集会开始时，举行升旗仪式时，重大运动赛会开始或者我国运动员在国际体育赛事中获得冠军时，遇有维护祖国尊严的斗争场合，重大公益性文艺演出活动开始时，其他重要的正式场合。
2. 国歌不得在下列场合奏唱。私人婚丧庆悼，舞会、联谊会等娱乐活动，商业活动，非政治性节庆活动，其他在活动性质或者气氛上不适宜的场合。

然而，兩者的立法層次都顯得很低，僅僅只是一種效力十分有限的部門規章。此外，中共中央宣传部还规定：国歌要求人人会唱。小学要将教唱国歌列入课程，应根据歌词的内容对学生进行爱国主义教育。从歌中体会中华民族苦难深重的历史和中华先烈不屈的战斗精神，从而激发民族责任感，从小树立为祖国奋斗、献身的坚定信念。中共中央1994年8月印发的《爱国主义教育实施纲要》还规定：
29．进行爱国主义教育，需要提倡必要的礼仪，特别要提倡有助于培养对国旗、国歌、国徽崇敬感的必要礼仪，增强人们的爱国主义情感。
32．唱国歌是公民表达爱国情感的一种神圣行为，在升国旗仪式和大型集会等活动中，要奏国歌，而且要提倡齐唱国歌。奏、唱国歌时应庄严肃立。在国际体育比赛的颁奖仪式上，升中国国旗、奏中国国歌时，运动员要向向国旗肃立，唱国歌。

34．成年公民和小学三年级以上学生都应当会唱国歌，并能理解国歌的内容和国旗、国徽的涵义。
曾任解放军军乐团团长的海，从2007年开始就关注国歌立法。
2017年初，中共中央总书记习近平对国歌立法作出批示，全国人大常委会将国歌立法列入2017年的立法工作计划。2017年5月2日，全国人大常委会公布《2017年立法工作计划》，《国歌法》于2017年6月初次审议。2017年6月22日，在第十二屆全國人大常委會第28次會議上，提請審議了《國歌法》草案。全国人大常委会法工委主任沈春耀在草案提审的说明中称：“多年来，国歌所承载的爱国情怀、忧患意识和奋勇前行的民族精神深入人心，广大人民群众热爱祖国、尊崇国歌，国歌奏唱和使用总体情况是比较好的。但实际生活中也存在奏唱国歌不规范、参与者举止不得体，国歌标准曲谱未予发布，影响奏唱和播放效果等。”2017年9月1日，12届全国人大常委会第29次会议表決通過《中華人民共和國國歌法》，將於當年10月1日起實施。根据《国歌法》，在全國人民代表大會和地方各級人民代表大會開幕會議、閉幕會議、中國人民政治協商會議全國委員會和地方委員會開幕會議、閉幕會議、憲法宣誓儀式、升國旗儀式、各級機關組織的重大慶典活動、重要表彰儀式、重大紀念儀式、國家公祭等、重大外交活動、重大體育賽事以及其他需要奏唱國歌的場合均需要奏唱國歌。《国歌法》同时規定，國務院確定的主管部門組織審定用於演唱的國歌標準曲譜，錄製用於播放的國歌官方錄音版本。國歌標準曲譜和官方錄音版本，應當在中國政府網上發佈。《国歌法》还规定在公共場合惡意修改國歌歌詞或者故意以歪曲、貶損方式奏唱國歌，損害國歌莊嚴形象的，可以由公安機關處以十五日以下拘留。
另外，奏唱国歌时，应当着装得体，精神饱满，肃立致敬，有仪式感和庄重感；自始至终跟唱，吐字清晰，节奏适当，不得改变曲调、配乐、歌词，不得中途停唱或者中途跟唱；不得交语、击节、走动或者鼓掌，不得接打电话或者从事其他无关行为。除外事活动可以连奏有关国家国歌或者有关国际组织会歌外，国歌不得与其他歌曲紧接奏唱。
2017年9月29日，国家新闻出版广电总局发布《关于学习宣传贯彻〈中华人民共和国国歌法〉的通知》，要求中央人民广播电台、中国中央电视台，中国教育电视台，省、自治区、直辖市的广播电台、电视台，新疆生产建设兵团广播电视台，应当于国庆节、国际劳动节等重要的国家法定节日、纪念日的北京时间上午10点整，在其主频率、主频道播放国歌。中国国际广播电台应当在适当的时点依法播放国歌。广播电台、电视台播放国歌应当与前后节目相协调，维护国歌尊严。广播电台、电视台播放国歌应当使用国歌官方录音版本。在官方录音版本确定前，广播电台、电视台可以使用当前符合国歌标准演奏曲谱的通用版本。电视台播放国歌时，所配视频由中央电视台按照《国歌法》精神组织专家审定后录制。
2017年11月4日第十二届全国人大常委会表决通过的刑法修正案十规定：在公共场合，故意篡改中华人民共和国国歌歌词、曲谱，以歪曲、贬损方式奏唱国歌，或者以其他方式侮辱国歌，情节严重的，处3年以下有期徒刑、拘役、管制或者剥夺政治权利。
2019年8月29日，《关于在外交活动中奏唱中华人民共和国国歌的规定》经国务院批准开始施行。从此，在中华人民共和国国家领导人、外交部长及外交部、驻外外交机构和其他受权执行相关任务的国家机关及其人员，代表中华人民共和国进行对外交往的活动中，以及在其他部门和地方主办的外交活动奏唱国歌，应按此规定执行。
2019年11月，中共中央、国务院印发了《新时代爱国主义教育实施纲要》。新的纲要规定，要认真贯彻执行国旗法、国徽法、国歌法，学习宣传基本知识和国旗升挂、国徽使用、国歌奏唱礼仪。各级广播电台、电视台每天定时在主频率、主频道播放国歌。

## 相关事件
2011年2月27日，因利比亚局势不断恶化，中国人民解放軍开始參與撤侨行动。由于护照丢失，当时北京建工集团的车辆全被扣在检查站，在中方工作人员高唱国歌《义勇军进行曲》后，边防官员打开关卡放行。
2014年7月21日，中国国家主席习近平访问委内瑞拉，在委方举行的欢迎仪式上，例行演奏中国国歌《义勇军进行曲》。但在演奏时，国歌曲调出现了严重跑调，引发网友热议。委内瑞拉方面暂时没有公开解释演奏中华人民共和国国歌走调一事，中方也没有就此问题进行表态，但在演奏时，习近平等人表现淡定。有音乐老师分析称，此次失误主要发生在号手身上，当时所有弱起的部分慢了半拍，再加上中间的多音、拖节奏等错误造成了严重跑调。而在次日的活动中，委内瑞拉军乐团纠正了中国国歌曲调，未发生任何问题。
2015年5月27日，中国国务院总理李克强访问智利期间，智利总统巴切莱特在总统府举行国宴欢迎李克强并现场播放国歌时，因突遇音响故障无法播放。后李克强提议改为现场歌唱《义勇军进行曲》，并为中华人民共和国代表团领唱。
2015年9月5日 - 網上流傳幾段「中國遊客大鬧曼谷機場」的影片，在網上引起網民熱議。片中一些滞留廊曼國際機場的中國遊客疑似因航班延誤，要求作出賠償，甚至高唱中國國歌「義勇軍進行曲」。
2021年7月31日，在2020东京奥运会的帆船比赛中，中国队帆船选手卢云秀获胜并获得金牌。由于帆船比赛的举办地正好是其作曲者聂耳溺水身亡的地方，有网友认为“这是对聂耳最好的告慰”。
2022年11月，中華人民共和國政府應對2019冠狀病毒病疫情的措施引起民眾不滿，引發抗議，民眾表達不滿的方式即包括唱《義勇軍進行曲》。

## 相关纪念物
2009年9月26日，位于上海杨浦区大连路地铁站2号口（即电影《风云儿女》的拍摄地）的上海国歌纪念广场及国歌展示馆正式开馆，至2010年9月25日正式对外开放。该馆主要展示《义勇军进行曲》诞生的背景和过程、传唱和影响、被确定为国歌、国歌作者、国歌故事等国歌知识。